# Inquiétude (recueil de nouvelles)
Pour les articles homonymes, voir Inquiétude (homonymie).
Inquiétude (Tales of Unrest) est un recueil de nouvelles de l'écrivain Joseph Conrad publié en 1898.

## Historique
Inquiétude paraît pour la première fois en 1898. Il comprend cinq nouvelles dont aucune ne se rapproche réellement de l’appellation « conte » (Tale) du titre original. Son emploi est une référence aux Trois contes de Gustave Flaubert dont Conrad avait fait, avec Shakespeare, son modèle littéraire. De fait, leur réunion en volume tient plus de l'opportunité éditoriale que trouva Conrad a rassembler des textes déjà paru dans des magazines que dans un réel plan d'ordre littéraire. Disparates par leurs thématiques, leurs tailles et leurs compositions, les cinq textes qui composent le recueil n'ont que peu de rapport entre eux. Leurs qualités littéraires sont, elles aussi, inégales. Si Karain, La Lagune et Un avant-poste du progrès sont du niveau des premiers romans de l'auteur, Le Retour et surtout Les Idiots sont plus anecdotiques dans son œuvre.

## Nouvelles
Le recueil est composé des cinq nouvelles suivantes :
- Karain : un souvenir ("Karain: A Memory"), prépublié dans Blackwood's Magazine en 1897.
- Les Idiots ("The Idiots"), prépublié dans The Savoy en 1896.
- Un avant-poste du progrès ("An Outpost of Progress"), prépublié dans Cosmopolis en 1897.
- Le Retour ("The Return"), nouvelle inédite.
- La Lagune ("The Lagoon"), prépublié dans Cornhill Magazine en 1897.

## Traduction en français
- Inquiétude G. Jean-Aubry Éditions Gallimard, 1932